# Кужелюв
Кужелюв (пол. Kurzelów) — село в Польщі, у гміні Влощова Влощовського повіту Свентокшиського воєводства.
Населення — 1143 особи (2011).

## Демографія
Демографічна структура на день 31 березня 2011 року:
|          | Загалом | Допрацездатний вік | Працездатний вік | Постпрацездатний вік |
| -------- | ------- | ------------------ | ---------------- | -------------------- |
| Чоловіки | 541     | 119                | 360              | 62                   |
| Жінки    | 602     | 122                | 334              | 146                  |
| Разом    | 1143    | 241                | 694              | 208                  |